# ژول داسن
جولیوس «جولز» دسین (انگلیسی: Julius "Jules" Dassin؛ زاده ۱۸ دسامبر ۱۹۱۱ – درگذشته ۳۱ مارس ۲۰۰۸) کارگردان اهل ایالات متحده آمریکا بود.

## بخشی از فیلمشناسی
- قلب رازگو (۱۹۴۱)
- اجتماع در فرانسه (۱۹۴۲)
- روح کانترویل (۱۹۴۴)
- خوی حیوانی (۱۹۴۷)
- ریفیفی (۱۹۵۵)
- حقوق (۱۹۵۹)
- یکشنبه‌ها هرگز (۱۹۶۰)
- فدرا (۱۹۶۲)
- او که باید بمیرد (1957)